# Stor sigillskrift
| Tecknet 馬 (häst) skrivet med stor sigillskrift (vänster) och normalstil (höger) |  | Tecknet 馬 (häst) skrivet med stor sigillskrift (vänster) och normalstil (höger) |
| Tecknet 馬 (häst) skrivet med stor sigillskrift (vänster) och normalstil (höger) |  |                                                                                  |

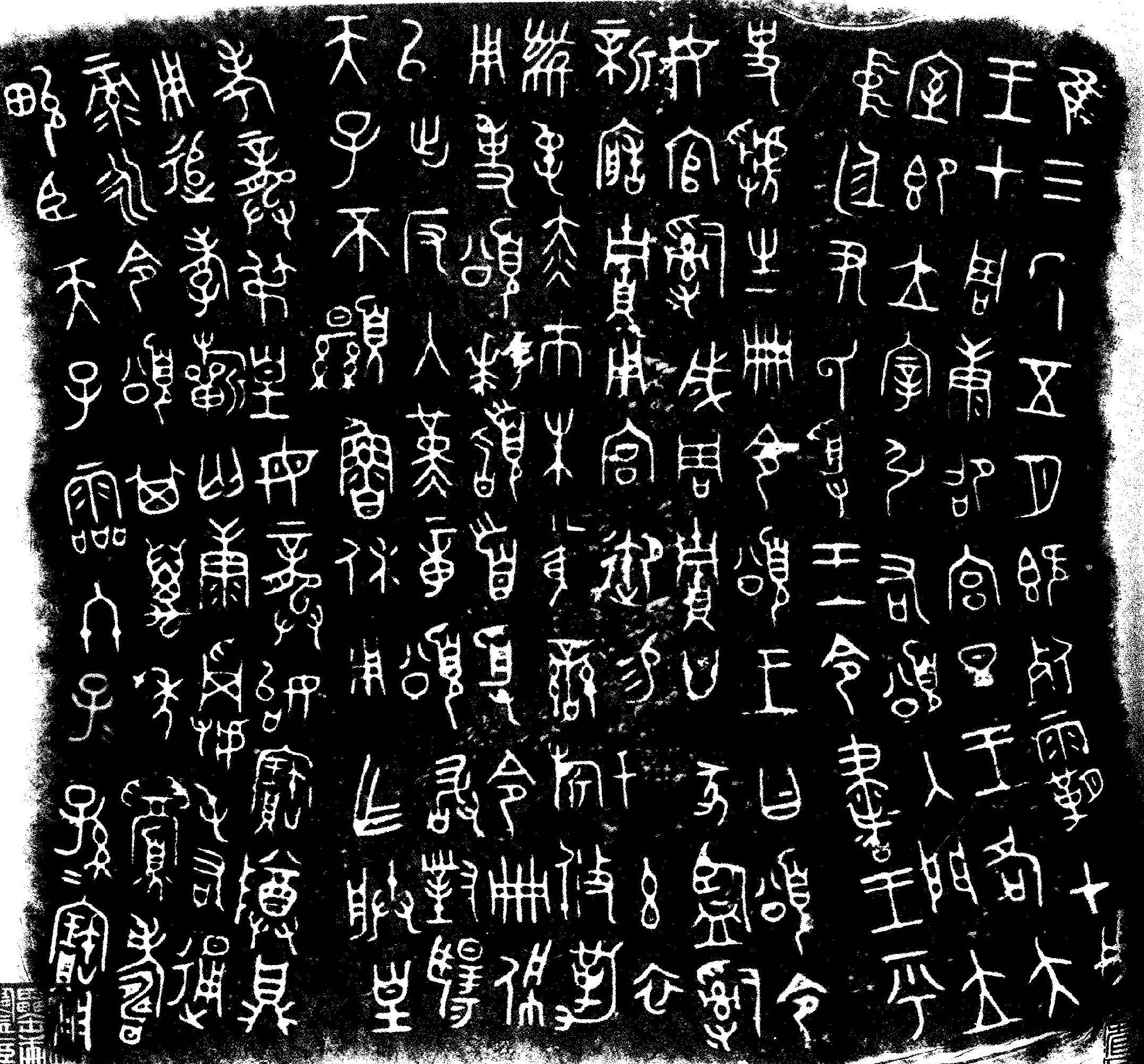
Stor sigillskrift. Eventuellt från 825 f.kr.

Stor sigillskrift (大篆; dàzhuàn) är en variant av kinesisk kalligrafi och en föregångare till de fem grundstilarna.
Stor sigillskrift är den äldsta formen av kinesisk kalligrafi, och har använts i minst 3 600 år. De äldsta formerna av stor sigillskrift användes huvudsakligen för dekorativa märkningar av till exempel bronsföremål. Under Zhoudynastin (1046 f.Kr.–256 f.Kr.) började stilen användas till löpande text. Stor sigillskrift användes systematisk fram till att den kinesiska skriften standardiserades till liten sigillskrift av Li Si efter Kinas enande 221 f.Kr.
Ibland klassas bronsskrift och orakelbensskrift som varianter av stor sigillskrift.
Stor sigillskrift karaktäriseras av långsträckta tecken med rundade krökar. Sigillskrift används idag huvudsakligen i dekorativa sammanhang såsom konst, namnstämplar och logotyper.